# 남자는 괴로워 46
남자는 괴로워 46(男はつらいよ 寅次郞の緣談: Tora-san's Matchmaker)은 일본에서 제작된 야마다 요지 감독의 1993년 코미디 영화이다. 아츠미 키요시 등이 주연으로 출연하였고 사쿠라이 요우조 등이 제작에 참여하였다.

## 출연

### 주연
- 아츠미 키요시
- 바이쇼 치에코

### 조연
- 마쓰자카 게이코
- 시마다 쇼고
- 시로야마 미카코
- 미츠모토 사치코
- 시모조 마사미
- 미사키 치에코
- 다자이 히사오
- 마에다 긴
- 요시오카 히데타카